# 안베 노부미네
안베 노부미네(일본어: 安部信峯, 1659년 ~ 1706년 7월 1일)는 무사시 오카베 번 제4대 번주이다. 오카베 번 선대 번주 안베 노부토모의 장남이자 도바 번주 나이토 다다마사의 외손 그리고 다카나베번주 아키즈키 다네노부의 사위이다. 자녀는 차남 노부카타, 삼남 나이토 나가요리 등이 있다.
노부미네는 아코번주 아사노 나가노리(노부미네의 이종사촌동생)가 기라 요시나카에게 에도 성내에서 칼부림한 사건으로 인해 연좌된 적이 있었다.